# Saint-Fortunat-sur-Eyrieux
Saint-Fortunat-sur-Eyrieux – miejscowość i gmina we Francji, w regionie Owernia-Rodan-Alpy, w departamencie Ardèche.
Według danych na rok 1990 gminę zamieszkiwało 531 osób, a gęstość zaludnienia wynosiła 24 osoby/km² (wśród 2880 gmin regionu Rodan-Alpy Saint-Fortunat-sur-Eyrieux plasuje się na 1118. miejscu pod względem liczby ludności, natomiast pod względem powierzchni na miejscu 420.).

## Populacja

Populacja Saint-Fortunat-sur-Eyrieux w latach 1962-2008